# Palu (Indonésie)
Palu je město na indonéském ostrově Sulawesi, u ústí řeky Palu. Je to hlavní město provincie Central Sulawesi, ležící na dlouhé, úzké zátoce. Díky chráněné poloze mezi horskými hřebeny je podnebí neobvykle suché. Při sčítání lidu v roce 2015 měla Palu přibližně 367 600 obyvatel, včetně obyvatel žijících v sousedních zemích. Dne 28. září 2018 město utrpělo mnoho obětí kvůli vlně tsunami. Zde přišlo o život nejméně 2 256 lidí. Mnoho dalších je však stále pohřbeno pod troskami a je považováno za mrtvé.

## Administrace
Město bylo v roce 2010 rozděleno do čtyř okresů.

## Historie
Město bylo součástí Nizozemské říše, dokud Indonésie nezískala nezávislost v letech 1945–49.

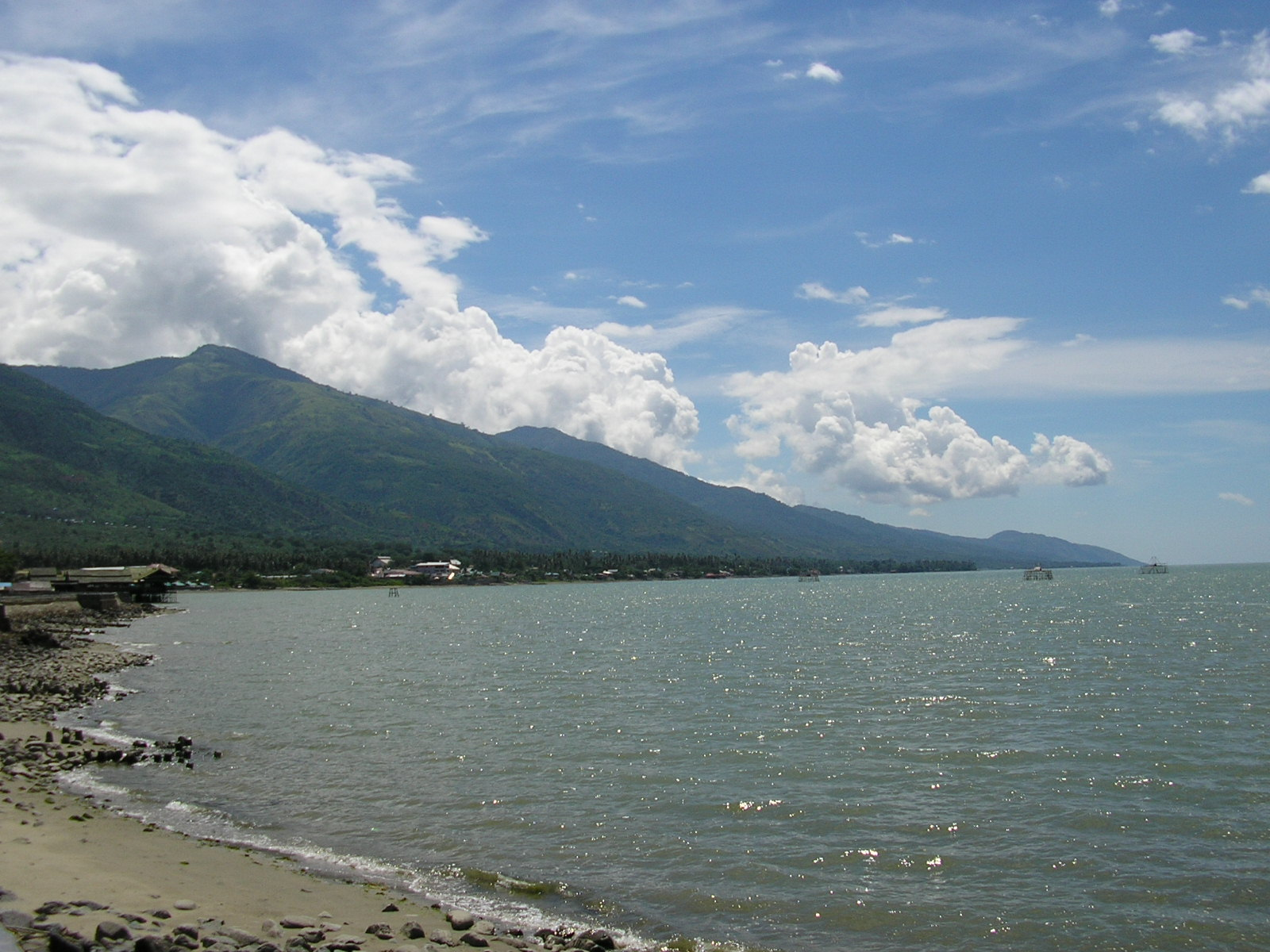
Záliv v Palu

### Zemětřesení 2005
Dne 24. ledna 2005 došlo ve městě k zemětřesení o velikosti 6,2. Podle místní meteorologické kanceláře se epicentrum zemětřesení pohybovalo kolem 1,249 ° J, 119,922 ° V, přibližně 16 km jihovýchodně od Palu v hloubce 30 km na horkém prameni Bora Village. Následovala panika, protože většina lidí hledala útočiště na Vysočině ze strachu z opakované katastrofy, jako je tsunami, ke které došlo v Acehu. Zemětřesení zabilo jednu osobu, zranilo čtyři další a zničilo 177 budov.

### Tsunami 2018
Dne 28. září 2018 bylo Palu krátce po zemětřesení zasaženo 5 metrů vysokou vlnou tsunami. Zemětřesení zabilo 1 705 lidí. Vlnou tsunami byla zasažena i další města.

## Geografie

### Podnebí
| Palu (1991-2020) – podnebí  | Palu (1991-2020) – podnebí | Palu (1991-2020) – podnebí | Palu (1991-2020) – podnebí | Palu (1991-2020) – podnebí | Palu (1991-2020) – podnebí | Palu (1991-2020) – podnebí | Palu (1991-2020) – podnebí | Palu (1991-2020) – podnebí | Palu (1991-2020) – podnebí | Palu (1991-2020) – podnebí | Palu (1991-2020) – podnebí | Palu (1991-2020) – podnebí | Palu (1991-2020) – podnebí |
| Období                      | leden                      | únor                       | březen                     | duben                      | květen                     | červen                     | červenec                   | srpen                      | září                       | říjen                      | listopad                   | prosinec                   | rok                        |
| --------------------------- | -------------------------- | -------------------------- | -------------------------- | -------------------------- | -------------------------- | -------------------------- | -------------------------- | -------------------------- | -------------------------- | -------------------------- | -------------------------- | -------------------------- | -------------------------- |
| Průměrné denní maximum [°C] | 32,8                       | 33,1                       | 33,5                       | 33,6                       | 33,5                       | 32,9                       | 32,7                       | 33,2                       | 33,8                       | 33,8                       | 33,4                       | 33,2                       | 33,3                       |
| Průměrná teplota [°C]       | 28,0                       | 28,1                       | 28,4                       | 28,5                       | 28,5                       | 28,0                       | 27,8                       | 28,0                       | 28,4                       | 28,6                       | 28,5                       | 28,3                       | 28,3                       |
| Průměrné denní minimum [°C] | 23,1                       | 23,0                       | 23,2                       | 23,4                       | 23,4                       | 23,1                       | 22,8                       | 22,8                       | 23,0                       | 23,4                       | 23,5                       | 23,4                       | 23,2                       |
| Zdroj: Cuaca Palu           |                            |                            |                            |                            |                            |                            |                            |                            |                            |                            |                            |                            |                            |